# Retinitis per citomegalovirus
La retinitis per citomegalovirus, també coneguda abreujadament com a retinitis per CMV, és una inflamació de la retina que pot conduir a la ceguesa. Causada pel citomegalovirus humà, es produeix predominantment en malalts amb immunodeficiència, el 15-40% dels quals tenen sida.

## Signes / símptomes
Els símptomes de la retinitis per citomegalovirus en general comencen en un ull (i també tenen la possibilitat de despreniment de retina), i són:
- Visió borrosa
- Punts cecs
- Mosques volants en la seva visió